# 玛仁糖

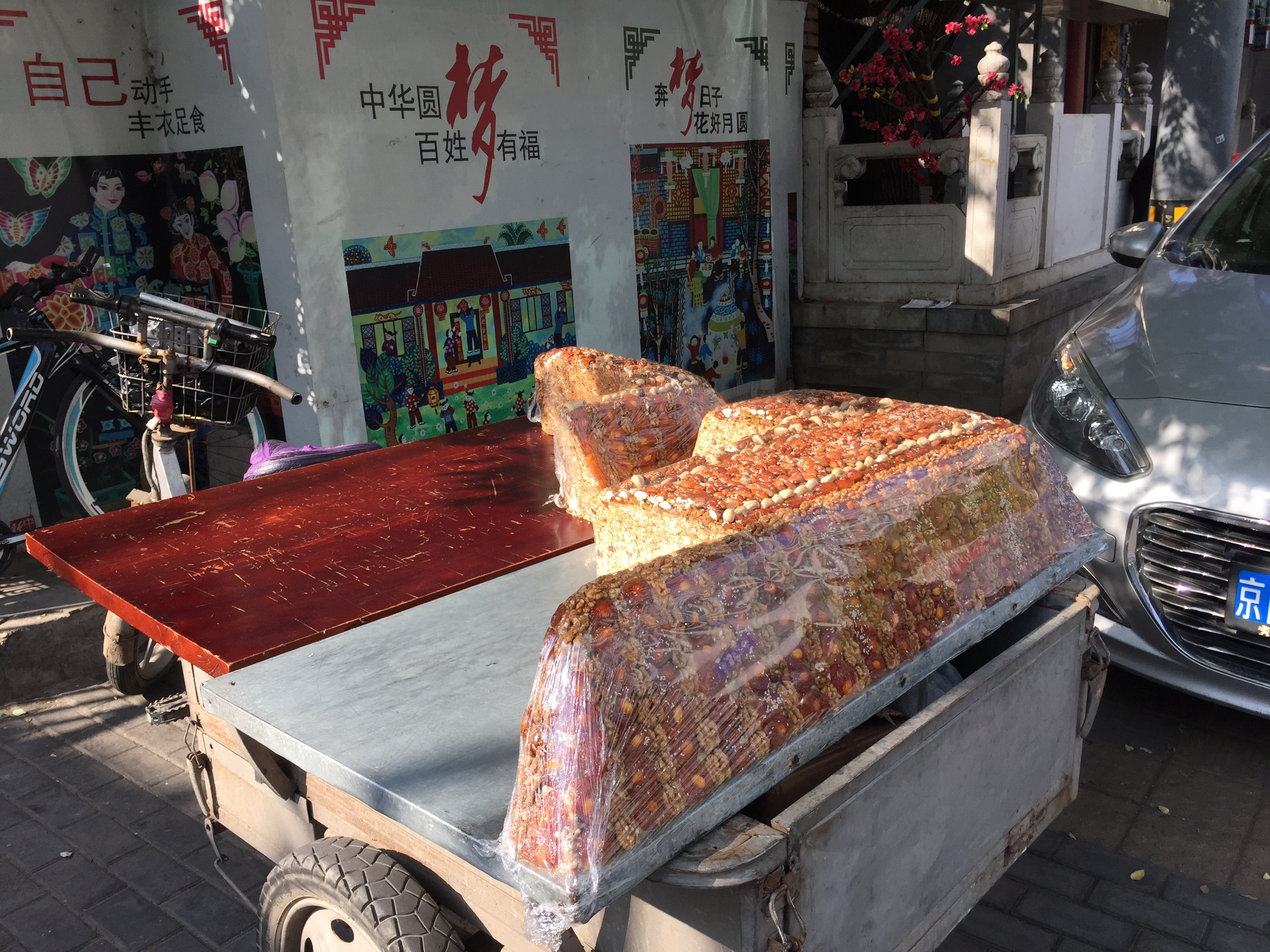
售卖大块玛仁糖的三轮车

玛仁糖（維吾爾語：ماتاڭ‎，拉丁维文：‎，西里尔维文：‎），俗稱“切糕”，新疆维吾尔族传统小吃，主要成分是干果和糖稀，由于比重大、食材贵，价格比较高。南疆地区的喀什、和田一般被认为是玛仁糖的原产地。
玛仁糖富含多种营养，由于高含糖而易于储存，被认为是“压缩饼干”式的食品。
在新疆当地，玛仁糖一般事先切成约2厘米宽的小块售卖，也有像普通糖果一样包装后出售的；而在中国除新疆外的其他地区贩卖的散装玛仁糖多为大块状，零售时切下小块来卖，所以又多被称为切糕。

## 名字
新疆切糕
切糕原指一种糯米做的类似北方年糕的一种小吃，因成大块状，零售时依照顾客需要切下部分出售而被称为切糕。由于在中国除新疆外的其他地区散装出售之玛仁糖的形式与其相似，而被俗称为切糕，有时为区分，也会称为新疆切糕。
核桃玛仁
制作玛仁糖使用的干果，可以为一种，也可以为多种，使用多种干果时通常也会以其中一种为主。传统的做法是仅使用核桃仁或以核桃仁为主，所以被称为核桃玛仁糖或核桃玛仁。为节约成本或改变口味，有以杏仁、花生或瓜子为主要干果制作玛仁糖的。

## 负面印象
在中國的一些東部城市，由於玛仁糖（切糕）的买卖中有時會出現虚假利诱和强买强卖等现象，當地的人们对玛仁糖、維吾爾族、新疆常产生负面印象和误会，有上述非法行為的切糕商販常被稱為「切糕党」。